# Saint Maurice Étusson
Saint Maurice Étusson is een gemeente in het Franse departement Deux-Sèvres (regio Nouvelle-Aquitaine). De plaats maakt deel uit van het arrondissement Bressuire. Saint Maurice Étusson is op 1 januari 2016 ontstaan door de fusie van de gemeenten Étusson en Saint-Maurice-la-Fougereuse.